# Бромид висмута(III)
Бромид висмута(III) — бинарное неорганическое соединение, соль металла висмута и бромистоводородной кислоты с формулой BiBr3, лимонно-жёлтые кристаллы.

## Получение
- Непосредственное взаимодействие элементов:

{\displaystyle {\mathsf {2Bi+3Br_{2}\ {\xrightarrow {400-450^{o}C}}\ 2BiBr_{3}}}}
- Действие брома на оксид висмута(III) или сульфид висмута(III):

{\displaystyle {\mathsf {2Bi_{2}O_{3}+6Br_{2}\ {\xrightarrow {}}\ 4BiBr_{3}+3O_{2}}}}
{\displaystyle {\mathsf {Bi_{2}S_{3}+3Br_{2}\ {\xrightarrow {}}\ 2BiBr_{3}+3S}}}

## Физические свойства
Бромид висмута(III) образует лимонно-жёлтые гигроскопичные кристаллы моноклинной сингонии. 
Ядовит, обладает сильным токсическим и коррозионным действием.
Диамагнетик.
Легко очищается возгонкой.
Растворяется в этаноле, ацетоне, ксилоле, диэтиловом эфире и жидком аммиаке.
Образует аддукты вида BiBr3•2NH3, BiBr3•3NH3 и BiBr3•2HBr•4H2O.

## Химические свойства
- Разлагается водой с образованием оксида-бромида висмута:

{\displaystyle {\mathsf {BiBr_{3}+H_{2}O\ {\xrightarrow {}}\ BiOBr+2HBr}}}
- Реагирует с сероводородом:

{\displaystyle {\mathsf {BiBr_{3}+H_{2}S\ {\xrightarrow {}}\ BiSBr+2HBr}}}
- Восстанавливается водородом до металла:

{\displaystyle {\mathsf {2BiBr_{3}+3H_{2}\ {\xrightarrow {T}}\ 2Bi+6HBr}}}
- С бромидами металлов образует растворимые комплексы:

{\displaystyle {\mathsf {BiBr_{3}+KBr\ {\xrightarrow {}}\ K[BiBr_{4}]}}}

## Применение
- Катализатор в органическом синтезе.